# ギョーム・タラヴァル
ギョーム・タラヴァル（Guillaume Thomas Rafael Taraval、1701年12月21日 - 1750年4月）はフランス生まれで、スウェーデンで活躍した装飾画家である。

## 略歴
パリ生まれで幼い頃に両親を失い、マリ＝アンヌ・フランソワ・ギルマール（Marie-Anne François Guillemard）に育てられ、後にその娘と結婚することになる。ギルマールから絵画の手ほどきを受けた後、ロココ様式の装飾画家クロード・オードラン3世（Claude Audran III: 1658-1734）（英語）に弟子入りする。パリで修行中の建築家、カール・ホーレマン (Carl Hårleman 1700–1753) （英語）はスウェーデン人で小ニコデムス・テッシンからストックホルム宮殿再建の仕事を引き継ぐ。知己を得たタラヴァルは推薦を経て8人の美術家とともに雇われ、ホーレマンのもとで働くことになる。1732年7月のスウェーデン入り後まもなく、現地で働くフランス人装飾画家たちのリーダーとなり、宮殿の重要な装飾画を描いた。
スウェーデンで働きながら母国フランスに派遣され、新しい芸術を研究してスウェーデンに伝える役割も担った。スウェーデン時代の弟子にヨハン・パッシュ（Johan Pasch）がいる。
スウェーデンの美術教育の始まりに重要な役割を果たし、1732年に開いた美術の私塾は1735年に公的な機関として認められ、やがてスウェーデン王立美術院に発展する。週に4回、宮殿のホールで行われた夜学から1730年代に宮殿で働く有能な美術家たちが巣立っている。
息子のうちジャン＝ユーグ・タラヴァル（Jean-Hugues Taraval）はフランスで画家になり、ローマ賞を受賞、もうひとりのルイ・ギュスターヴ・タラヴァル（Louis Gustave Taraval）（スウェーデン語）は建築家を志す。

## 主な作品

Angels Looking up at the Eye of God
静物画(1744)
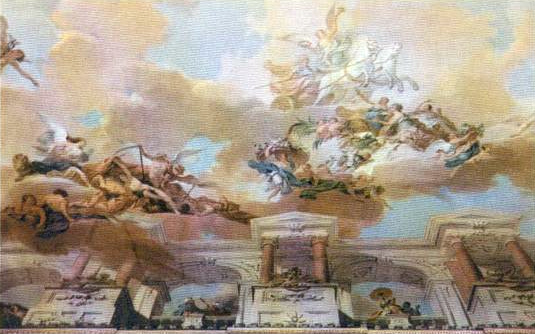
天井画

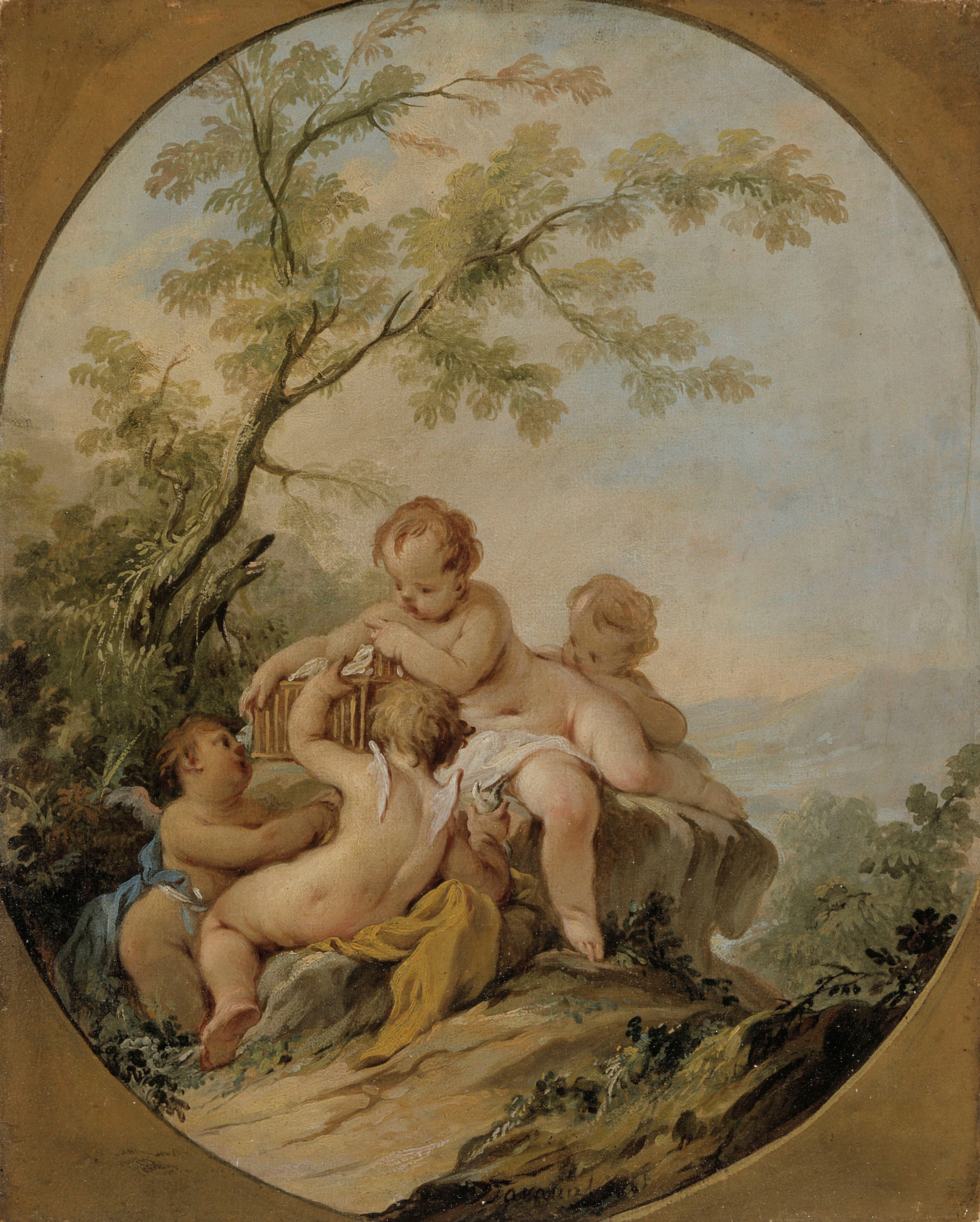
Four amorins playing with a birdcage
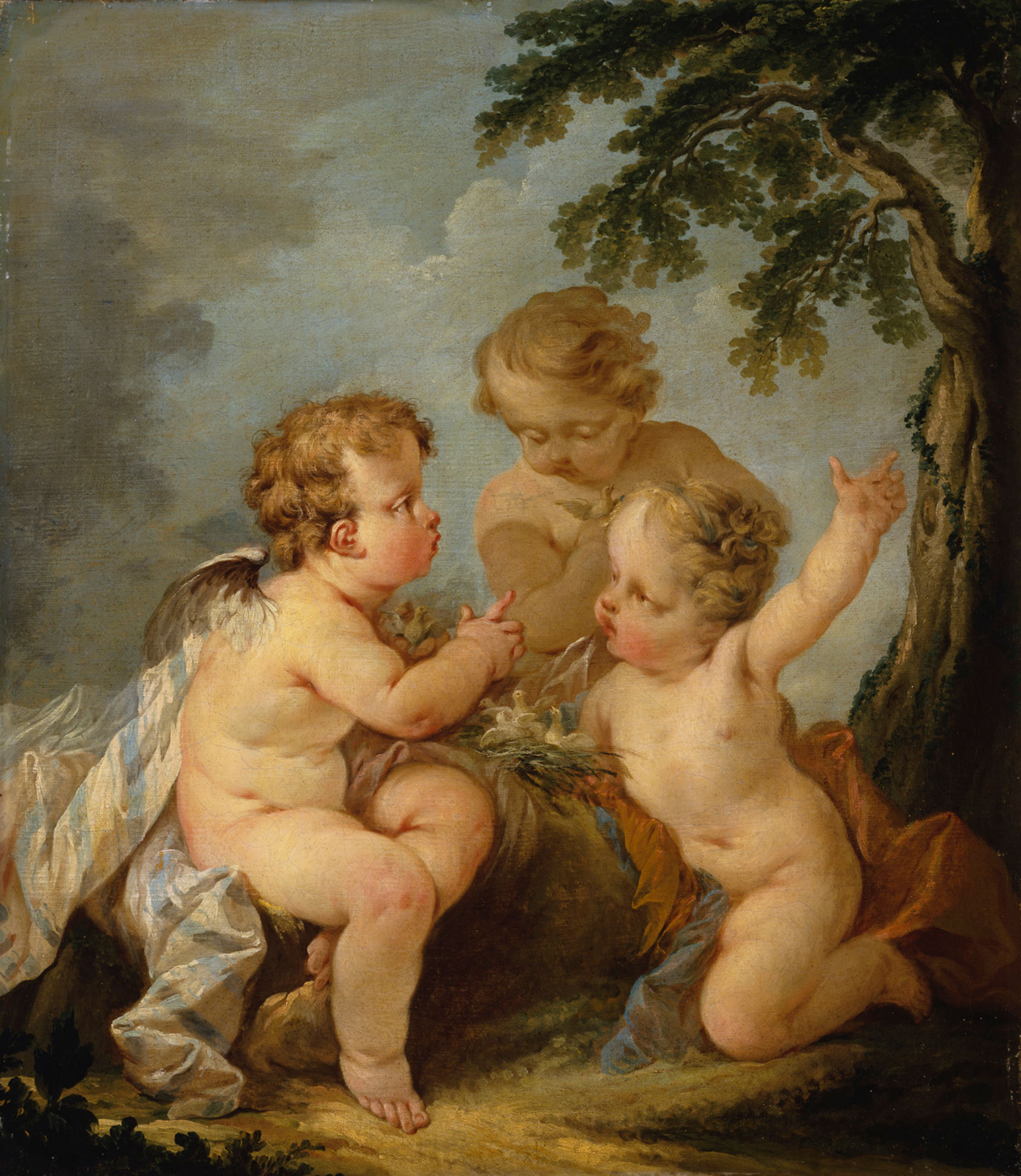
Three amorins playing with a bird's nest